# Stade Wad Medani
Stade Wad Medani – wielofunkcyjny stadion znajdujący się w mieście Wad Madani, w Sudanie. Na tym stadionie swoje mecze rozgrywa drużyna piłkarska Al-Ittihad Wad Medani. Stadion posiada 5000 miejsc siedzących.